# سمی هنرتی
سَمی هَنـرَتی (انگلیسی: Sammi Hanratty؛ زادهٔ ۲۰ سپتامبر ۱۹۹۵) یک هنرپیشه اهل ایالات متحده آمریکا است. وی از سال ۲۰۰۵ میلادی تاکنون مشغول فعالیت بوده‌است.
او تا کنون سه مرتبه، نامزد دریافت جایزه هنرمند جوان بوده است.

## گزیدهٔ آثار

### سینما
- بچه‌های بد آکادمی کرستویو (۲۰۱۷)
- سرود کریسمس (۲۰۰۹)
- دزدان دریایی کارائیب: صندوقچه مرد مرده (۲۰۰۶)

### تلویزیون
- دو دختر بی‌پول (۲۰۱۵)
- ادراک (۲۰۱۴)
- مد من (۲۰۱۳)
- آی کارلی (۲۰۰۸)
- یگان (۲۰۰۹-۲۰۰۶)
- ان‌سی‌آی: نیویورک (۲۰۰۶)
- دکتر هاوس (۲۰۰۵)
- افسون‌شده (۲۰۰۵)